# فابيو أوتشوا فاسكيز
فابيو أوتشوا فاسكيز (بالإسبانية: Fabio Ochoa Vásquez)‏ (ولد في 2 مايو 1957)، عضو قيادي سابق في كارتل ميديلين لتهريب الكوكايين، بجانب أخويه الأكبر سنا منه خوان ديفيد وخورخي لويس. أصبح مليارديرا في الفترة الوجيزة التي كان يعمل بها بالكارتل. بعد أن قضى فترة وجيزة في السجن في كولومبيا، تم اعتقاله في عام 1999 وتم تسليمه إلى الولايات المتحدة ليقضي مدة 30 عاما في السجن الاتحادي الأمريكي.

## النشأة
عاش أوتشوا فاسكيز، الأصغر من بين الإخوة الثلاثة في ميامي، فلوريدا خلال السبعينيات وأوائل الثمانينيات، زُعم أنه كسب آلاف الجنيهات من الكوكايين. قبض عليه لأول مرة في عام 1984 بتهمة التورط في جريمة قتل باري سيل، المخبر بإدارة مكافحة المخدرات الأمريكية في 19 فبراير 1986. في عام 1987 أدرج هو وإخوته في قائمة مجلة فوربس للمليارديرات العالميين وظلوا على القائمة حتى عام 1992. ذكرت صحيفة نيويورك تايمز أنه خلال هذه الفترة كان يعتبر الرئيس التنفيذي لأعمال العائلة.